# Pan-pan
En comunicaciones radiotelefónicas, una llamada de tres repeticiones de pan-pan se utiliza para indicar que hay una urgencia a bordo de un barco, avión, u otro tipo de vehículo, pero que, por el momento, no hay peligro inmediato para la vida de nadie, ni para la propia embarcación. Esto se conoce como un estado de urgencia. Esto es distinto de un Mayday, que significa que existe un peligro inminente para la vida o para la viabilidad de la propia nave. Así, “pan-pan” informa a los rescatadores potenciales (incluyendo los servicios de emergencia y otras embarcaciones en la zona) que existe un problema de seguridad, mientras que “Mayday” se convoca a dejar todas las demás actividades e inmediatamente iniciar un intento de rescate.

## Derivación
La palabra francesa panne y la alemana Panne nominalmente se refieren a un fallo mecánico o avería de algún tipo.
Derivan de “pan” algunos acrónimos de tres letras en voz inglesa, «possible assistance needed» (posible ayuda necesaria) o «pay attention now» (presten atención ahora). Los cursos de radiocomunicaciones marítimas y aeronáuticas los utilizan como una regla mnemotécnica para transmitir la importante diferencia entre “mayday” y “pan-pan” en comunicaciones de emergencia.

## Uso
El uso correcto es “Pan-Pan, Pan-Pan, Pan-Pan”, seguido por el destinatario del mensaje, ya sea “todas las estaciones, todas las estaciones, todas las estaciones” o una estación específica, “Barcelona Radio, Barcelona Radio, Barcelona Radio”, la identificación de la nave, su posición, la naturaleza del problema y el tipo de ayuda o consejo que se requiere, en su caso. Una señal equivalente en código Morse era “X X X”, con cada letra enviada separadamente. También es correcto usar “pan-pan”, como un prólogo, si se retransmite una llamada de “mayday” desde otra estación que está fuera de alcance de la estación con la que se está tratando de establecer contacto.

## Ejemplos náuticos
Ejemplos del uso correcto de una llamada “pan-pan” desde un barco o buque pueden incluir los siguientes casos, siempre y cuando el patrón o capitán está convencido de que puede manejar la situación, y que no hay ningún peligro actual para la vida de cualquier persona o para la seguridad del propio buque.
Una vez resuelta o enfrentada la situación de urgencia que dio lugar a la emisión “pan-pan”, la práctica habitual es que la estación que inició la llamada pan-pan realice una emisión de seguimiento a todas las estaciones, informando que la situación de urgencia ya no existe.
Una llamada que se origina como una señal de “pan-pan” puede ir seguida de una señal de socorro Mayday si la situación se deteriora hasta el punto de “peligro grave e inminente”, lo que justifica una acción inmediata (intervención, asistencia y respuesta) por parte de los oyentes de acuerdo con las prácticas de operación estándar para la señalización de peligro.
Hélice estropeada, fallo del motor o falta de combustible
Siempre que el buque está anclado o navegando, a salvo de cualquier peligro inmediato de colisión o varada. La tripulación podría estar planeando despejar la hélice, reponer combustible a partir de una reserva a bordo, izar la vela o usar alguna otra propulsión alternativa. Por otra parte, como parte de la llamada “pan-pan”, el capitán o patrón podrá solicitar un remolque de un buque adecuado, si es posible, pero sin urgencia inmediata.
Pequeño fuego a bordo ahora extinguido
El fuego puede ser muy peligroso a bordo, pero si era pequeño, fue contenido, y está ciertamente apagado y no hay personas heridas, entonces es apropiado hacer una llamada “pan-pan” para advertir a otros que se están llevando a cabo investigaciones para establecer la magnitud de los daños, despejar el humo y restablecer la travesía tan pronto como sea posible.
No se está seguro de la posición
Siempre que no haya peligro aparente de encallar o golpear las rocas, una llamada de radio VHF marina puede permitir que estaciones costeras  o quizá otras embarcaciones cercanas, puedan triangular la fuente de las transmisiones y proveer al capitán datos de la posición y tal vez consejos sobre el mejor rumbo seguro a seguir.
Rescate de hombre al agua
En el rescate seguro de una persona caída por la borda, una llamada “pan-pan” por radio VHF hace que otros barcos cercanos estén al tanto de la situación y asegura que se mantienen en observación, evitando acercarse demasiado, evitando una estela excesiva o interfiriendo de otro modo. También les advierte de que el buque está maniobrando para salvar vidas de forma urgente y, por lo tanto, “limitado en su capacidad de maniobra” de conformidad con el Reglamento Internacional para Prevenir Abordajes. Si el buque ha perdido de vista a la persona caída por la borda, si la persona caída pierde la consciencia, si existe el peligro de hipotermia o cualquier otro riesgo grave para la vida, entonces mayday es más apropiado para que los otros barcos cercanos puedan ofrecer ayuda con la búsqueda y recuperación, en lugar de mantenerse alejados.
Buque atrasado
Las guardias costeras de Canadá y Estados Unidos (y probablemente los organismos similares de seguridad marítima de otros países) emiten “transmisiones urgentes de información marina” sobre los buques que han sido reportados atrasados, como parte del proceso de “búsqueda de las comunicaciones” o de “preaviso” de peligro incierto y posible, según determine la autoridad de un centro coordinador de rescate marítimo o de un centro conjunto de coordinación de salvamento marítimo-aeronáutico. El contenido del mensaje, una descripción del buque posiblemente desaparecido, su última posición conocida y la última fecha de su última llamada, y el supuesto itinerario o plan de navegación del buque van precedidos de las palabras de procedimiento “pan-pan” y se dirigirá a “todas las estaciones”. A cualquiera estación que tenga información sobre el paradero del buque mencionado se le pide comunicarse e informar a la misma estación de guardia costera más cercana.
Alerta de colisión inminente
Está justificada una llamada de emergencia por radio para hacer contacto urgente con un buque que se aproxima y que pueda estar en peligro o que se está acercando a una situación peligrosa en la zona cercana a la costa con riesgo de colisión. Esta sería una comunicación “puente a puente”, y se puede combinar con cinco o más pitadas o bocinazos cortos, que es la señal de “sus intenciones no son claras o no se entienden”. Una pitada corta es de 1 segundo de duración, en comparación con una pitada larga de 5 segundos de duración en el marco del Reglamento de Abordajes. También se podría emitir una advertencia urgente por radio, por ejemplo, si el buque al que se llama parece no ser consciente de que corre el riesgo de golpear a una persona en una pequeña embarcación o a un nadador. También puede ser usado un megáfono fuerte junto con una advertencia por radio.
Asistencia médica
Las llamadas de “pan-pan médico” están oficialmente obsoletas. Se usaban para casos en los que alguien necesitaba ayuda médica en el mar. Un riesgo inmediato para la vida hace que una llamada de auxilio sea más apropiada. Si el barco se dirige a la orilla y se requiere una ambulancia en el muelle, la estación local de la Guardia Costera puede resolver el pedido. Un médico u otro asesor médico capacitado también pueden estar disponibles para brindar asistencia, tal vez estableciendo una comunicación por vía telefónica desde tierra o desde un buque cercano.
Las organizaciones de rescate marino, tales como patrullas costeras, la Guardia Costera y el Servicio de Búsqueda y Rescate, escuchan en las frecuencias de radio marítimas todas las llamadas de socorro, incluidas las “pan-pan”. Estas organizaciones pueden asistir directamente, coordinar la ayuda o retransmitir estas llamadas a otras estaciones que puedan estar en mejores condiciones para facilitar asistencia.

## Ejemplos en aeronáutica
En septiembre de 1998, el vuelo 111 de Swissair utilizó la llamada durante una solicitud de aterrizaje de emergencia como consecuencia del fuego producido por una falla eléctrica, que posteriormente destruyó la aeronave.
El vuelo de Qantas QF-74 utilizó la llamada “pan-pan” cuando tuvo un fallo en su cuarto motor poco después de despegar de San Francisco. El vuelo 72 de Qantas emitió un “pan-pan”, cuando el avión experimentó movimientos rápidos y no controlados en el que el avión cayó inesperadamente varios cientos de metros. Varios pasajeros y tripulantes sufrieron lesiones graves y leves por lo que la llamada se elevó a “mayday”.